# الدفن قبل الأوان (فلم)
الدفن قبل الآوان (بالإنجليزية: The Premature Burial) هو فيلم رعب كلاسيكي أمريكي من توزيع شركة أميركان إنترناشيونال بيكشرز عام 1962، من بطولة الممثل الويلزي راي ميلاند، والممثلون هيزل كورت، آلان نيبيار، هيذر آنجل، وريتشارد ني.
كتب النص السينمائي كلا من تشارلز بومونت وراي راسل، استناداً إلى القصة التي تحمل نفس الاسم، وهي من تأليف الكاتب الأمريكي إدغار ألان بو، (1809-1849)، والتي نشرت في عام 1844 في صحيفة فيلادلفيا دولار. وهو الفيلم الثالث ضمن سلسلة من ثمانية أفلام
المعروفة بشكل غير رسمي باسم (سلسلة إدغار ألان بو في الستينات) وهي بيت الدليل (1960)، الحفرة والبندول (1961)، الدفن قبل الآوان (1962)، حكايات الذعر (1962)، الغراب (1963)، القصر المسكون (1963)، تمثيلية الموت الأحمر (1964)، وقبر ليجيا (1964).

## روابط خارجية
- مقالات تستعمل روابط فنية بلا صلة مع ويكي بيانات